# Delocheilus
Delocheilus is een kevergeslacht uit de familie van de boktorren (Cerambycidae). De wetenschappelijke naam van het geslacht werd voor het eerst geldig gepubliceerd in 1861 door Thomson.

## Soorten
Delocheilus omvat de volgende soorten:
- Delocheilus obscurus Aurivillius, 1925
- Delocheilus prionoides Thomson, 1861
- Delocheilus tookei Corinta-Ferreira & Veiga-Ferreira, 1952